# 魁北克國民議會
魁北克国民議會（法語：Assemblée nationale du Québec）是魁北克的立法機關。魁北克國民議會和魁北克省督和共同組成“魁北克立法机关”，運作與其他實行西敏制的議會相若。

## 歷史
魁北克国民议会的歷史可追溯至根據《1791年憲制法案》成立的下加拿大立法會。然而，隨著下加拿大和上加拿大於1841年合併成加拿大省，下加拿大立法會亦被廢除。
加拿大自治領於1867年成立後，加拿大省分拆成魁北克省和安大略省，而魁省亦隨之組織了自己的兩院制立法機關。下議院稱為魁北克立法院，上議院則稱為魁北克立法局，前者成員由民選產生，後者成員則由省長提名再由省督委任。
現有的省議會大樓於1886年落成啓用。立法院議事廳的牆身髹上綠色，因此又稱「綠廳」；立法局議事廳的牆身髹上紅色，因此又稱「紅廳」。
1968年11月29日，立法院（下院）通過90號法案，廢除立法局（上院）和將立法院更名為國民議會。法案於同年12月31日生效，魁北克自此實行單院制。
1978年，魁北克国民议会開始以電視轉播議事辯論。為了迎合電視製作的需求，國民議會議事廳的牆身改成藍色，「綠廳」自此改稱「藍廳」。

## 外部連結
- 魁北克國民議會官方網站 （页面存档备份，存于） （法文）（英文）